# 弗里斯兰民族党
菲士蘭國家黨(西菲士蘭語:Fryske Nasjonale Partij，荷蘭語:Friese Nationale Partij)是一荷蘭的弗里斯蘭省民族主義政黨。主要訴求是希望菲士蘭省能有更多的自治空間、給予西菲士蘭語保護和認可。
該政黨也與綠黨以及其他區域主義小黨(北方黨、新林堡黨、布拉邦黨等)共組獨立參議院黨團參加上議院選舉，一直以來皆在上議院佔有1席，2003年至2011年該席是由菲士蘭國家黨籍的Hendrik ten Hoeve代表。

## 附註
1. ↑  program （页面存档备份，存于） on fnp.nl